# Frankoniabrunnen

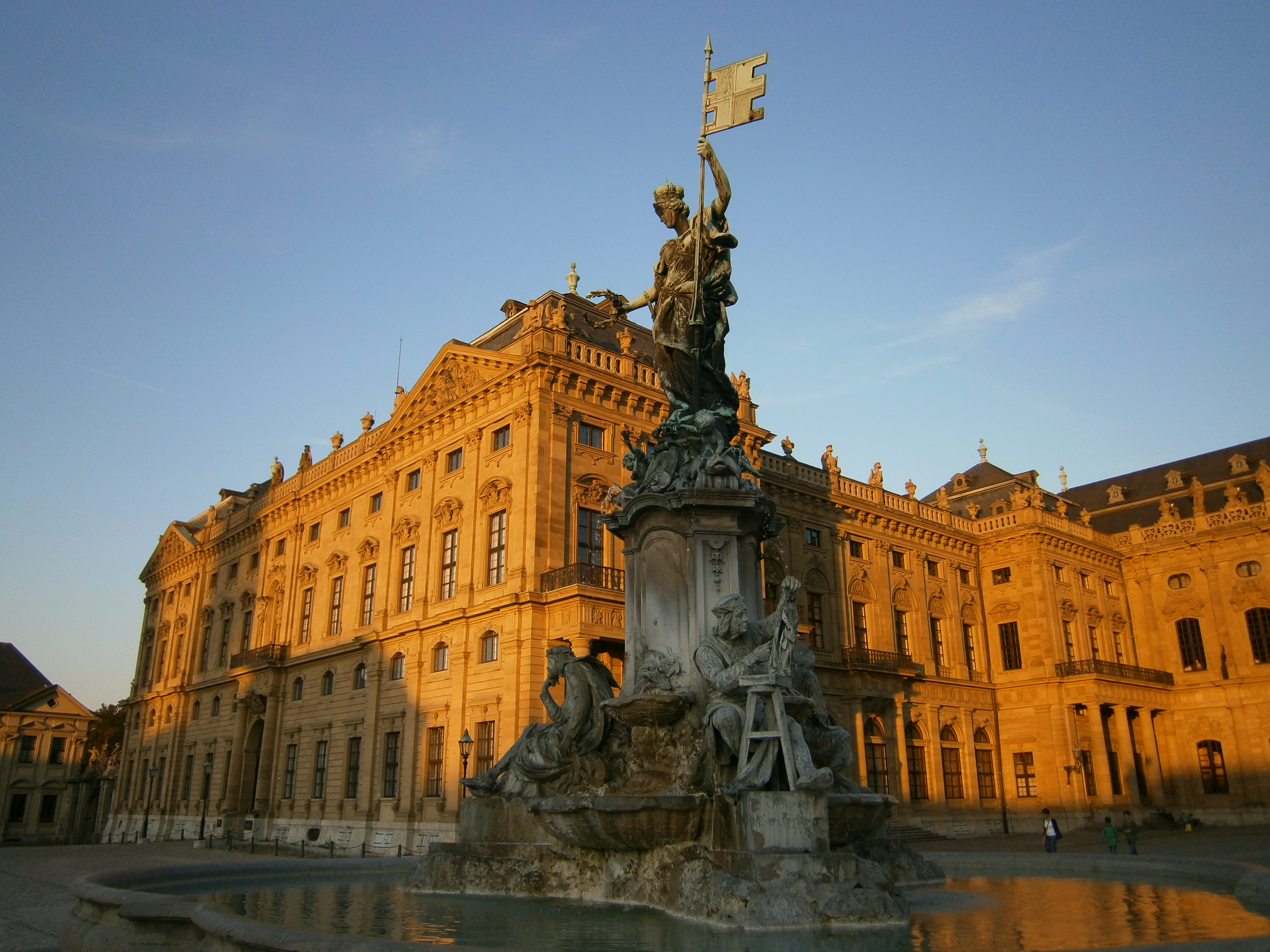
Fontana della Franconia

La Frankoniabrunnen (Fontana della Franconia), originariamente Luitpoldbrunnen o anche Prinzregent-Luitpold-Brunnen, è una fontana sulla Residenzplatz a ovest della residenza di Würzburg, a Würzburg nella Bassa Franconia.
L'intero piazzale che ospita la Fontana è patrimonio mondiale dell'UNESCO dal 1981. La fontana in stile neobarocco è stata progettata architettonicamente da Gabriel von Seidl, le sculture in bronzo sono dello scultore Ferdinand von Miller .
Al posto della fontana di oggi prendeva posto una griglia del cortile in ferro battuto, eliminata nel 1821 dopo che Würzburg fu annessa al Regno di Baviera. Nel 1894 la fontana della Franconia fu costruita dalla città di Würzburg in onore del principe reggente Luitpold di Baviera e il 3 Giugno 1894 fu inaugurata, in presenza dello stesso Principe.
La fontana ha una ciotola con una base centrale e una statua in bronzo che rappresenta l'allegoria della Franconia. La Franconia indossa un'armatura e un cappotto da guerriero ed è incoronata dal cappello del duca. La statua è circondata dalle figure di base in pietra del poeta Walther von der Vogelweide, del pittore Matthias Grünewald e dello scultore Tilman Riemenschneider e si affaccia sulla cattedrale.